# Barettmacher

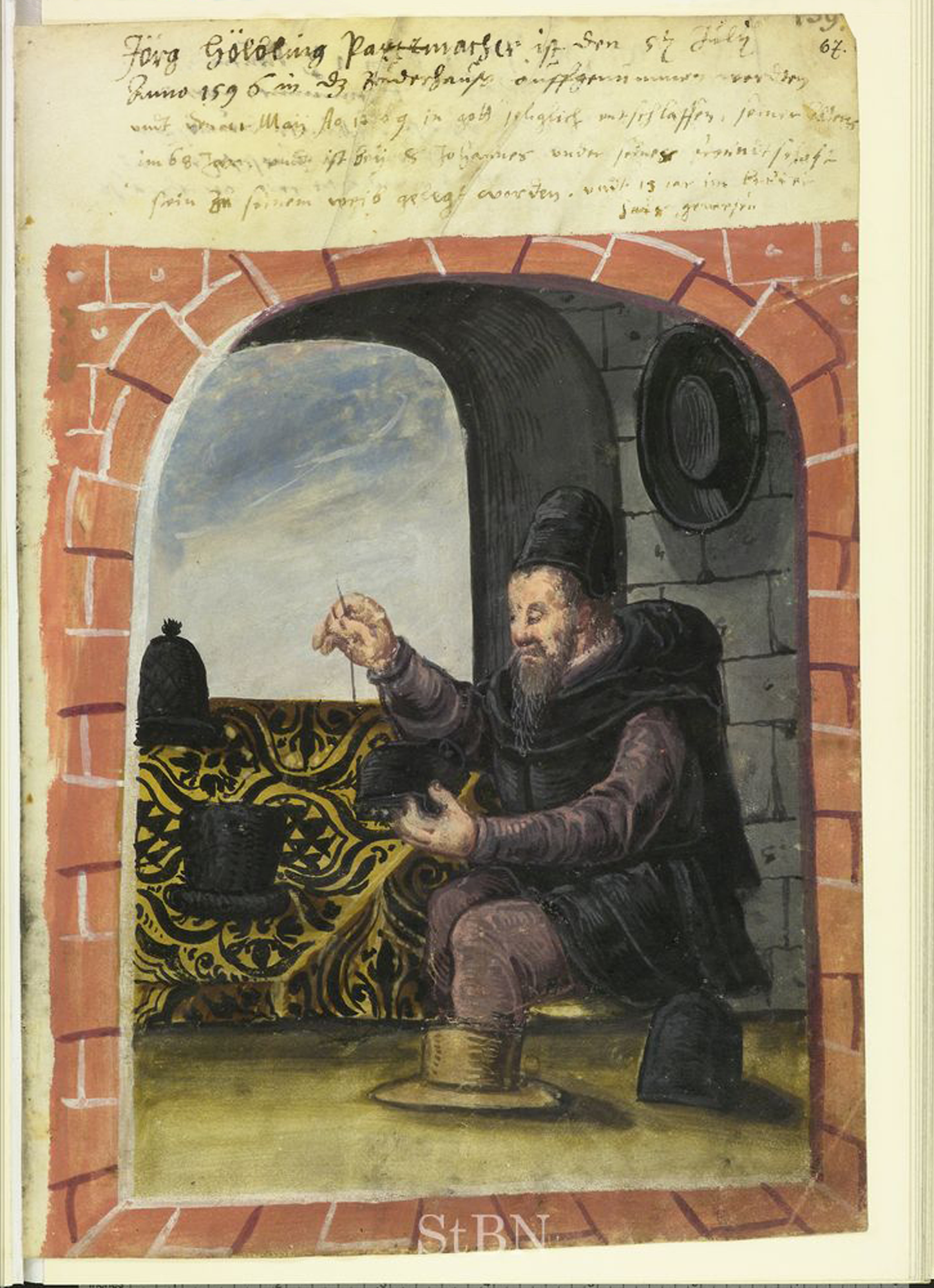
Parettmacher Georg Hölbling, 1596

Barettmacher stellten flache Mützen mit runden oder viereckigen Deckeln sowie geraden oder aufgeschlagenen Krempen her. Seit Anfang des 16. Jh. waren diese oft reich verzierten Mützen, die in diversen Variationen von Form und Größe vorkamen, die gewöhnliche Kopfbedeckung für Männer und Frauen. Häufig wurde unter dem Barett eine enganliegende Haube (Kalotte) getragen.
In einigen Städten wie bspw. in Wien regelten Kleiderordnungen das Tragen dieser Kopfbedeckung. So war es dort Bauern auf dem Land untersagt, ein Barett zu tragen während es selbst nichtadeligen Gelehrten, Advokaten, Doktoren und Beamten erlaubt war, ein solches aus Samt aufzusetzen. Die „Toque“ kam gegen Mitte des 16. Jh. in Mode, ein steifes, gefaltetes, kleines Barett mit schmaler Krempe, aus Seide oder Samt, welches von Vornehmen beider Geschlechter getragen wurde. Sie war meist mit einer goldenen Hutschnur und einem kleinen Federbusch geschmückt.
Im Mittelalter waren Barettmacher in Deutschland in eigenen Innungen mit eigenen Standesregeln organisiert.